# Boana marginata
Boana marginata é uma espécie de anfíbio da família Hylidae. Endêmica do Brasil, onde pode ser encontrada nos estados de Santa Catarina e Rio Grande do Sul.